# Lysiphlebus melandriicola
Lysiphlebus melandriicola är en stekelart som beskrevs av Jaroslav Stary 1961. Lysiphlebus melandriicola ingår i släktet Lysiphlebus och familjen bracksteklar. Inga underarter finns listade i Catalogue of Life.